# La Chapelle-Thouarault
La Chapelle-Thouarault település Franciaországban, Ille-et-Vilaine megyében. Lakosainak száma 2266 fő (2022. január 1.). La Chapelle-Thouarault Saint-Gilles, Cintré, L’Hermitage, Breteil és Mordelles községekkel határos.

## Népesség
A település népességének változása:
| Lakosok száma | 451  | 1566 | 1975 | 1969 | 1945 | 2070 | 2170 | 2219 | 2244 | 2266 |
|               | 1968 | 1982 | 1990 | 2006 | 2013 | 2015 | 2017 | 2019 | 2020 | 2022 |